# Лео Вількенс
Лео Вількенс (швед. Leo Wilkens, 25 листопада 1893 — 4 січня 1967) — шведський академічний веслувальник.
Срібний призер Олімпійських Ігор 1912 року в складі розпашної четвірки зі стерновим з внутрішніми кочетами.